# L'Anneau des Nibelungen (Jarry et Graffet)
Pour les articles homonymes, voir L'Anneau des Nibelungen.
L'Anneau des Nibelungen est une adaptation française de la Chanson des Nibelungen écrite par Nicolas Jarry et dessinée par Didier Graffet, qui assure également la mise en couleurs. Elle a été publiée en 2008 par l'éditeur de bande dessinée Soleil, bien qu'il s'agisse d'un texte illustré.

## Synopsis
Wotan marchait à travers la brume épaisse et oppressante, s'appuyant sur sa lance dont la hampe avait été jadis été brisée. Autrefois, un arc-en-ciel reliait Ásgard à la terre des hommes, mais celui-ci avait disparu. La magie fuyait Asgard…

## Publications
- L'Anneau des Nibelungen, Productions, collection « Soleil Celtic », 2008  (ISBN 978-2-302-00130-5).